# Kammdornwels
Der Kammdornwels, auch Sterndornwels (Agamyxis pectinifrons) gehört zu der Familie Doradidae, den Dornwelsen. Er ist in den Flüssen von Südamerika heimisch. Das Verbreitungsgebiet umfasst den oberen Amazonas und dessen Zuflüsse in Peru, Ecuador und Brasilien. Er wird 11 bis 15 cm groß. Das erreichbare Alter liegt bei 20 bis 30 Jahren. Die Welse sind im Allgemeinen nachtaktiv, tagsüber verstecken sie sich in Höhlen oder Spalten, unter Holz oder im Sand.

## Merkmale
Der abgeflachte Körper besitzt, wie auch die Flossen, eine dunkelbraune Grundfarbe mit weißen Punkten, daher auch der Name Sterndornwels. Diese Farbe ist eine perfekte Tarnung auf den dunklen und schlammigen Böden der südamerikanischen Flüsse. Am Maul sitzen vier, jeweils paarige Barteln, womit die Tiere am Bodengrund effizient nach Nahrung suchen können. Sie sind sowohl Tast- als auch Riechorgan.

### Flossenformel
- Dorsale 1/5
- Anale 1/11
- Pectorale 1/5

## Fortpflanzung
Während der Regenzeit führen die Flüsse große Mengen an Wasser mit vielen Partikeln, vor allem aber auch kleinen Beutetieren mit. Durch diese werden die Tiere zur Paarung angeregt. Trächtige Weibchen legen bis zu 1000 durchsichtige, hellgrüne Eier ab, welche 1,2 bis 1,5 mm groß und unregelmäßig geformt sind. Nach etwa 40 Stunden schlüpfen die 3 mm langen Jungfischlarven. An den ersten drei Tagen ernähren sie sich von ihren Dottersäcken, danach von den im Wasser befindlichen Kleintieren.

## Aquaristik
Empfohlene Wasserwerte:
| Besatz     | Gruppe (4 – 6 Tiere) |
| Härte      | 10 – 20 °dH          |
| Temperatur | 24 – 29 °C           |